# Cornelis de Jager (priester)
Cornelis de Jager, ook de Jaeger (-3 januari 1673) was een Goudse priester en exorcist in de 17e eeuw.

## Biografie

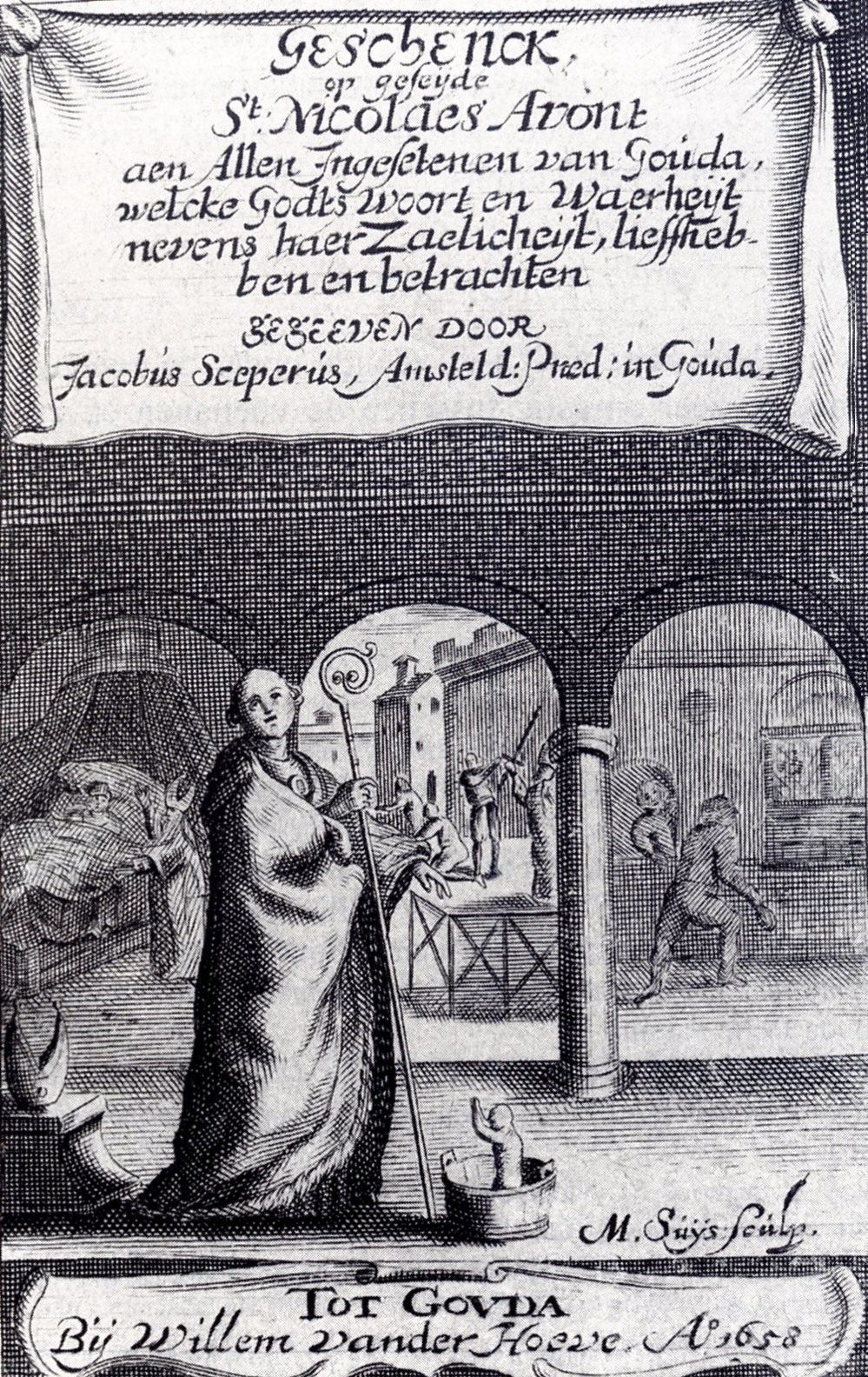
Een geschrift van Jacobus Sceperus tegen de praktijken van onder anderen De Jager in Gouda

De Jager was een zoon van de secretaris van Gouda Jan Florisz de Jager. Hij was een seculier priester die in Gouda samenwerkte met de jezuïeten, die een schuilkerk bezaten aan de Keizerstraat. De Jaeger vond omstreeks 1656/1657 op een zolder in de Peperstraat een verdwenen Mariabeeld terug, dat daar in of omstreeks 1572 was verborgen na de hervorming. Het beeld stond voor die tijd in de Sint-Janskerk en het zou meerdere mensen hebben genezen. Ook De Jager geloofde in de heilzame werking van het beeld en hij gebruikte het in de achter zijn woning aan de Westhaven gelegen schuilkerk om er duiveluitdrijvingen mee te verrichten. Dat leverde hem felle reacties op van de antipaapse predikant Jacobus Sceperus, die in zijn geschrift Geschenck, op geseijde St. Nicolaes avont aen allen ingesetenen van Gouda fel te keer ging tegen wat hij noemde "een gruwelijk voorbeeld van katholieke afgoderij".
De niet onbemiddelde De Jager besloot om zijn heil buiten Gouda te zoeken. Eerst probeerde hij een nieuwe katholieke kerk in Waddinxveen te stichten, maar dat lukte hem niet door tegenwerking van de baljuw van Rijnland, die hem enige tijd in het spinhuis van Leiden opsloot en tegen betaling van vijftienhonderd gulden vrijliet. De Jager vond een locatie nabij Waddinxveen dat buiten de jurisdictie van Rijnland lag. De verantwoordelijk baljuw van Bloemendaal stond De Jager toe dat hij daar uit eigen vermogen een stuk grond kocht en daarop een kerk liet bouwen. Vanaf 1663 was De Jager als priester aan deze kerk verbonden. Ook hier zou het Mariabeeld volgens de Jager diverse wonderen hebben verricht, die hij door middel van aantekeningen documenteerde. Regelmatig werden er in die tijd bedevaarten naar deze kerk ondernomen. Ook na het overlijden van De Jager in 1673 werd deze vorm van Mariaverering voortgezet. Nog in het begin van de twintigste eeuw werden er processies naar het Mariabeeld georganiseerd. De Goudse kapelaan De Jong schreef in die jaren het lied "Maria van Waddinxveen" waarin hij het werk van De Jager beschreef als "Toen heeft U pastoor De Jager eenen nieuwen troon gezet".
- International Standard Name Identifier: 0000 0003 8812 4595
- Nederlandse Thesaurus van Auteursnamen: 273424335
- Virtual International Authority File: 281230235